# Nemesio Trejo
Nemesio Trejo (San Martín, 1862 – Buenos Aires, 1916) è stato un drammaturgo argentino.

## Biografia
Ancora da adolescente lavorò in una tipografia e a 18 anni fu impiegato nei tribunali come scrivano. Esercitò l'attività di giornalista, collaborando con vari giornali, fra cui La Razón, dove si occupò di cronaca politica.
Iniziò la carriera teatrale come esponente del género chico spagnolo, che allora iniziava a prendere piede sul Río de la Plata. La sua prima commedia, La fiesta de San Marcos, andò in scena il 12 marzo 1890 al Pasatiempo, una sorta di caffè-concerto di calle Paraná. Seguirono altre 54 opere, tutte ascrivibili al género chico, che Trejo scrisse nel successivo quarto di secolo.
Secondo Mariano Bosch, Nemesio Trejo rappresenta un anello di congiunzione tra il genere comico spagnolo e la sua tecnica teatrale e il genuino spirito criollo.
Fu un convinto sostenitore dei diritti d'autore in Argentina, tuttavia morì povero e infermo.

## Opere principali
- La fiesta de San Marcos
- Los óleos del chico
- El testamento ológrafo
- El registro civil
- Los políticos
- Los devotos
- La trilla
- La esquila
- Las empanadas
- Los amigos
- Los inquilinos
- Casos y cosas
- Los vividores
- Las mujeres lindas